# Мордвинцев, Сергей Дмитриевич
Сергей Дмитриевич Мордвинцев (род. 25 августа 1966, Лениногорск, Татарская АССР) — советский и российский хоккеист, защитник, мастер спорта России (1994). Тренер.

## Биография
Воспитанник лениногорского «Нефтяника», первый тренер А. Н. Долганов. 12 сезонов (1982/83 — 1986/87, 1989/90 — 1992/93, 1997/98 — 1999/2000) провёл в команде «Нефтяник» Альметьевск, победитель высшей лиги (1999/2000). Также играл за команды «Луч» Свердловск (1987/88), «Прогресс» Глазов (1987/88 — 1988/89), ЦСК ВВС Самара (1993/94 — 1994/95), «Хусум» (Швеция, 1996/97, лучший легионер первой лиги). В «Нефтянике-2» Альметьевск (1999/2000 — 2004/05) — играющий тренер.
Окончил Набережночелнинский филиал Волгоградского института физической культуры (1994), Университет имени Лесгафта (Санкт‑Петербург, 2009).
Главный тренер «Нефтяника-2» в первой лиге (2005/06 — 2009/10). Тренер «Нефтяника-2» / «Спутника» (2010/11 — 2012/13). Тренер «Нефтяника» Альметьевск (ВХЛ, 2013/14). Тренер (2014/15, 2017/18 — до 22 сентября), главный тренер (2015/16 — 2016/17, 2022/23 — 2023/24) «Спутника». Тренер команды «Нефтяника» в ЮХЛ (2017/18 — 2018/19). Главный тренер команды «Нефтяника» 2006 года рождения (2019—2022).
Старший брат Юрий также хоккеист и тренер.